# Bataille de Remich
Raids vikings
La bataille de Remich, qui opposa les Vikings aux Francs, eut lieu le 11 avril 882. Elle marqua la fin de la progression des « hommes du Nord » sur la Moselle.

## Déroulement de la bataille
Arrivés dans la région mosellane par le Rhin, au printemps 882, les Vikings sont dirigés par les chefs Godfried et Sigfried. Les Francs sont menés par Wala, évêque de Metz, Bertolf de Trèves, archevêque de Trèves, et Adalhard de Metz, comte de Metz. L'évêque Wala meurt au combat, à la tête de ses troupes. Le comte Adalard et l'archevêque Bertolf purent s'échapper avec quelques fantassins. Leurs propres pertes ont poussé les Vikings à faire demi-tour et à se déplacer vers le nord à travers l'Eifel en direction de leur camp.

## Issue du conflit
La bataille fut une victoire pour les Vikings, même s'ils durent battre en retraite par la suite. Cette bataille marque l'avancée la plus au sud des Vikings en Rhénanie. 